# تيموثي ماكدونل
تيموثي ماكدونل (بالإنجليزية: John McDonnell)‏ هو مجدف أسترالي، ولد في 4 فبراير 1986.

## وصلات خارجية
- تيموثي ماكدونل على موقع الاتحاد الدولي للتجديف (الإنجليزية)